# 劉丹桂
劉 丹桂（りゅう たんけい、1953年6月11日 - ） は、台湾のカトリック教会司教である。洗礼名は「大ヤコブ」。台北教区補佐司教、新竹教区司教を歴任し、現在、新竹教区司教総代理。

## 経歴
- 1953年 - 6月11日、台中県東勢鎮（現在の台中市東勢区）生まれ。客家人。

輔仁大学哲学科、同神学科卒業。
ローマ 教皇庁立アルフォンソ学院倫理学修士学位取得。
- 1981年 - 11月12日、台中において司祭叙階。
- 1999年 - 6月6日、台北教区補佐司教に任命。同年8月14日、台北において司教叙階。
- 2004年 - 12月4日、新竹教区司教に任命。
- 2005年 - 1月22日、新竹教区司教着座。同年5月30日、健康上の理由で教区司教職務を辞任。

現在、新竹教区司教総代理。